# Sant Joan (Llaberia)
Sant Joan és una església del poble de Llaberia, al municipi de Tivissa (la Ribera d'Ebre) inclosa a l'Inventari del Patrimoni Arquitectònic de Catalunya.

## Descripció
Situat al final del carrer de l'Església, al nucli de Llaberia. Església de planta rectangular i absis semicircular. Consta d'una sola nau coberta amb volta de canó dividida per dos arcs torals, que descansen sobre mènsules. L'espai de l'absis es troba delimitat per un arc triomfal; està cobert amb volta de mitja esfera i obert amb una finestra esqueixada. Des d'aquí surt una porteta que dona accés a la sagristia i a una petita trona, ambdues afegides en una reforma del segle xviii. En un lateral hi ha oberta una petita capella en arc de mig punt. Als peus del temple comença una escala que condueix al nivell sobre coberta; aquesta és feta amb lloses, tapada al seu temps per una nova estructura que fa de teulada. El portal d'accés, d'arc de mig punt adovellat, està situat a la façana de migdia i al seu costat hi ha una altra finestra esqueixada. Sobre del primer hi ha una finestra amb mènsules a la part inferior, que podrien correspondre's amb les restes d'un matacà. La façana de ponent queda rematada amb un campanar d'espadanya de dos ulls, rebaixat respecte al nivell de la coberta. L'església té una marcada presència fortificada, amb petites espitlleres obertes en tots els seus murs. El parament dels murs és de petits carreus lligats amb morter i disposats en filades regulars.

## Història
Està documentada des de l'any 1279, quan apareix anomenada en unes dècimes papals. Durant el segle xviii va ser reformada, afegint-hi el campanar i la sagristia.